# Felice della Greca
Felice della Greca (Roma, 1625 – Roma, 18 agosto 1677) è stato un architetto italiano.

## Biografia
Figlio di Vincenzo, architetto  di origine palermitana, trasferitosi nella capitale pontificia, e della romana Doralice Ridolfi, nato a Roma nel 1625, Felice della Greca è citato per la prima volta per un episodio criminale: l'uccisione nel 1649, per questioni di donne, di un certo Teodoro Leonelli che, prima di spirare, lo accusò di averlo colpito con un colpo di archibugio.
Giudicato e condannato in contumacia a sette anni sulle triremi oltre a una pena pecuniara, nel 1656 il governatore di Roma Francesco Baranzoni, con l'assenso del pontefice Alessandro VII, diede ordine di tacere quanto accaduto, obbligando il trentunenne della Greca al pagamento di una cauzione e ad assumere l'impegno di non recare offesa ai parenti dell'ucciso.
Appena un anno più tardi, nel 1657, il suo nome già compare nei documenti dell'amministrazione pontificia per la realizzazione di modelli in legno e stucco dei nuovi edifici e, con quello di Gian Lorenzo Bernini, per l'esecuzione di rilievi e perizie.
A ulteriore riprova della considerazione da lui raggiunta, la famiglia Chigi, prima di procedere all'acquisto, gli diede incarico di eseguire il rilievo di Palazzo Aldobrandini in piazza Colonna (più noto oggi come Palazzo Chigi, sede del Governo) e valutarne il restauro. I Chigi, soddisfatti del lavoro compiuto da Felice, gli affidarono successivamente l'incarico di proporre soluzioni e progetti per l'esecuzione dei lavori. In questo periodo, divenuto architetto di fiducia della famiglia, si occupò pure di altri edifici romani d'interesse di Alessandro VII e dei Chigi, come quello Vaticano, di Monte Cavallo (l'odierno Quirinale) e il Palazzo Chigi-Odescalchi di piazza Santi Apostoli.
Anche dopo la morte di Alessandro VII (22 maggio 1667), pur se con qualche disputa economica, della Greca continuò a lavorare per la famiglia del pontefice, a volte in collaborazione con il Bernini, e in qualità di "revisore dei conti e misuratore" del casato.
L'unica costruzione religiosa a lui interamente ascrivibile è la chiesa dei Santi Angeli Custodi edificata nel 1673 e non più esistente: fu demolita nel 1927 per l'allargamento di via del Tritone.
Nel 1676 fu accolto nell'Accademia di San Luca, importante associazione di artisti tuttora in attività. L'anno successivo, agli inizi di agosto, fece testamento e manifestò la volontà di essere sepolto nella chiesa dei Santi Domenico e Sisto prossima alla sua abitazione. Pochi giorni dopo, il 18 agosto 1677, morì a circa cinquantadue anni nella città natale.